# Linea Meitetsu Kōwa
La linea Meitetsu Kōwa  (名鉄河和線本線?, Meitetsu Kōwa-sen) è una ferrovia suburbana a scartamento ridotto che unisce le città di Tōkai e Mihama della prefettura di Aichi, in Giappone. La linea, di 28,9 km è elettrificata e in buona parte a doppio binario.

## Servizi
Sulla linea circolano, oltre ai treni locali, diversi tipi di espressi e rapidi.
Le abbreviazioni sono a fini pratici per la lettura della tabella sottostante:
L: Locale (普通?, Futsū)
SE: Semiespresso (準急?, Junkyū)
EX: Espresso (急行?, Kyūkō)
ER: Espresso Rapido (快速急行?, Kaisoku Kyūkō)
EL: Espresso Limitato (特急?, Tokkyū)

## Stazioni
- Tutte le stazioni si trovano nella prefettura di Aichi.
- Alcuni treni cambiano tipologia durante il percorso
- I treni locali fermano in tutte le stazioni

Legenda
●: tutti i treni fermani; ▲: alcuni treni fermano; ▼: Ferma solo un treno durante i giorni feriali; ｜: Tutti i treni passano
Binari ∥: doppio binario; ∨: da qui binario singolo △: fine della sezione a binario singolo
| Stazione       | Giapponese | Distanza interst. | Distanza totale | SE | EX | ER | EL | Collegamenti               | Binari | Posizione      |
| -------------- | ---------- | ----------------- | --------------- | -- | -- | -- | -- | -------------------------- | ------ | -------------- |
| Ōtagawa        | 太田川     | -                 | 0.0             | ●  | ●  | ●  | ●  | Linea Meitetsu Tokoname    | ∥      | Tōkai          |
| Takayokosuka   | 高横須賀   | 1.3               | 1.3             | ｜ | ｜ | ｜ | ｜ |                            | ∥      | Tōkai          |
| Minami-Kagiya  | 南加木屋   | 2.8               | 4.1             | ●  | ●  | ●  | ▲  |                            | ∥      | Tōkai          |
| Yawata Shinden | 八幡新田   | 1.8               | 5.9             | ｜ | ｜ | ｜ | ｜ |                            | ∥      | Tōkai          |
| Tatsumigaoka   | 巽ヶ丘     | 1.2               | 7.1             | ●  | ●  | ●  | ▲  |                            | ∥      | Chita          |
| Shirasawa      | 白沢       | 0.8               | 7.9             | ｜ | ｜ | ｜ | ｜ |                            | ∥      | Agui Chita     |
| Sabake         | 坂部       | 1.6               | 9.5             | ｜ | ｜ | ｜ | ｜ |                            | ∥      | Agui Chita     |
| Agui           | 阿久比     | 1.1               | 10.6            | ●  | ●  | ●  | ●  |                            | ∥      | Agui Chita     |
| Uedai          | 植大       | 1.6               | 12.2            | ｜ | ｜ | ｜ | ｜ |                            | ∥      | Agui Chita     |
| Handaguchi     | 半田口     | 1.0               | 13.2            | ｜ | ｜ | ｜ | ｜ |                            | ∥      | Handa          |
| Sumiyoshichō   | 住吉町     | 0.8               | 14.0            | ●  | ●  | ●  | ▼  |                            | ∥      | Handa          |
| Chita-Handa    | 知多半田   | 0.8               | 14.8            | ●  | ●  | ●  | ●  | Linea Taketoyo (Handa)     | ∥      | Handa          |
| Narawa         | 成岩       | 1.0               | 15.8            | ●  | ●  | ●  | ｜ |                            | ∥      | Handa          |
| Aoyama         | 青山       | 1.0               | 16.8            | ●  | ●  | ●  | ●  |                            | ∥      | Handa          |
| Age            | 上ゲ       | 2.2               | 19.0            | ｜ | ｜ | ｜ | ｜ |                            | ∥      | Taketoyo Chita |
| Chita-Taketoyo | 知多武豊   | 0.8               | 19.8            | ●  | ●  | ●  | ●  | Linea Taketoyo (Taketoyo)  | ∥      | Taketoyo Chita |
| Fuki           | 富貴       | 2.5               | 22.3            | ●  | ●  | ●  | ●  | Nuova linea Meitetsu Chita | ∥      | Taketoyo Chita |
| Kōwaguchi      | 河和口     | 3.5               | 25.8            | ●  | ●  | ●  | ●  |                            | ∨      | Mihama Chita   |
| Kōwa           | 河和       | 3.0               | 28.8            | ●  | ●  | ●  | ●  |                            | △      | Mihama Chita   |